# Ampelisca careyi
Ampelisca careyi is een vlokreeftensoort uit de familie van de Ampeliscidae. De wetenschappelijke naam van de soort is voor het eerst geldig gepubliceerd in 1982 door Dickinson.